# Пясъчна буря
Пясъчната буря е метеорологично атмосферно явление.
Причинява се от силен вятър, носещ със себе си песъчинки и почвени частици (прах), издигнати във въздуха от територии с открити пясъци и почви, незащитени от растителна покривка (пустинни, полупустинни райони и разорани степни райони). Това явление е типично за пустините в Северна Африка, пустините на Арабския полуостров, някои райони на Близкия изток, Средна Азия, в централните части на САЩ, пампите на Южна Америка, централните и западните части на Австралия и други.
Тези бури влошават рязко видимостта. Те променят също така релефа като предизвикват ерозия на места и наслагване на други. Пясъчните бури се движат на не повече от 15 метра над земната повърхност, обикновено на около 3 метра. Предизвикани са от нагряването на земната повърхност през деня и обикновено затихват след залез. Силата на вятъра е обикновено със скорост 10 метра в секунда.
Провеждат се специални мероприятия за предотвратяването на пясъчните бури – засаждане на полезащитни горски пояси, специализирана обработка на почвата и други агротехнически мероприятия. В някои случаи частиците могат да бъдат пренесени на стотици и дори хиляди километри.